# هانس زونکر
هانس زونکر (انگلیسی: Hans Söhnker؛ ۱۱ اکتبر ۱۹۰۳ – ۲۰ آوریل ۱۹۸۱) یک هنرپیشه اهل آلمان بود. وی بین سال‌های ۱۹۳۳ تا ۱۹۸۰ میلادی فعالیت می‌کرد.
از فیلم‌ها یا برنامه‌های تلویزیونی که وی در آن نقش داشته است می‌توان به طولانی‌ترین روز و سلام، بانوی جوان! اشاره کرد.